# Johann Philipp Treffler
Johann Philipp Treffler (Augusta, 21 agosto 1625 – Augusta, 21 gennaio 1698) è stato un artigiano tedesco.

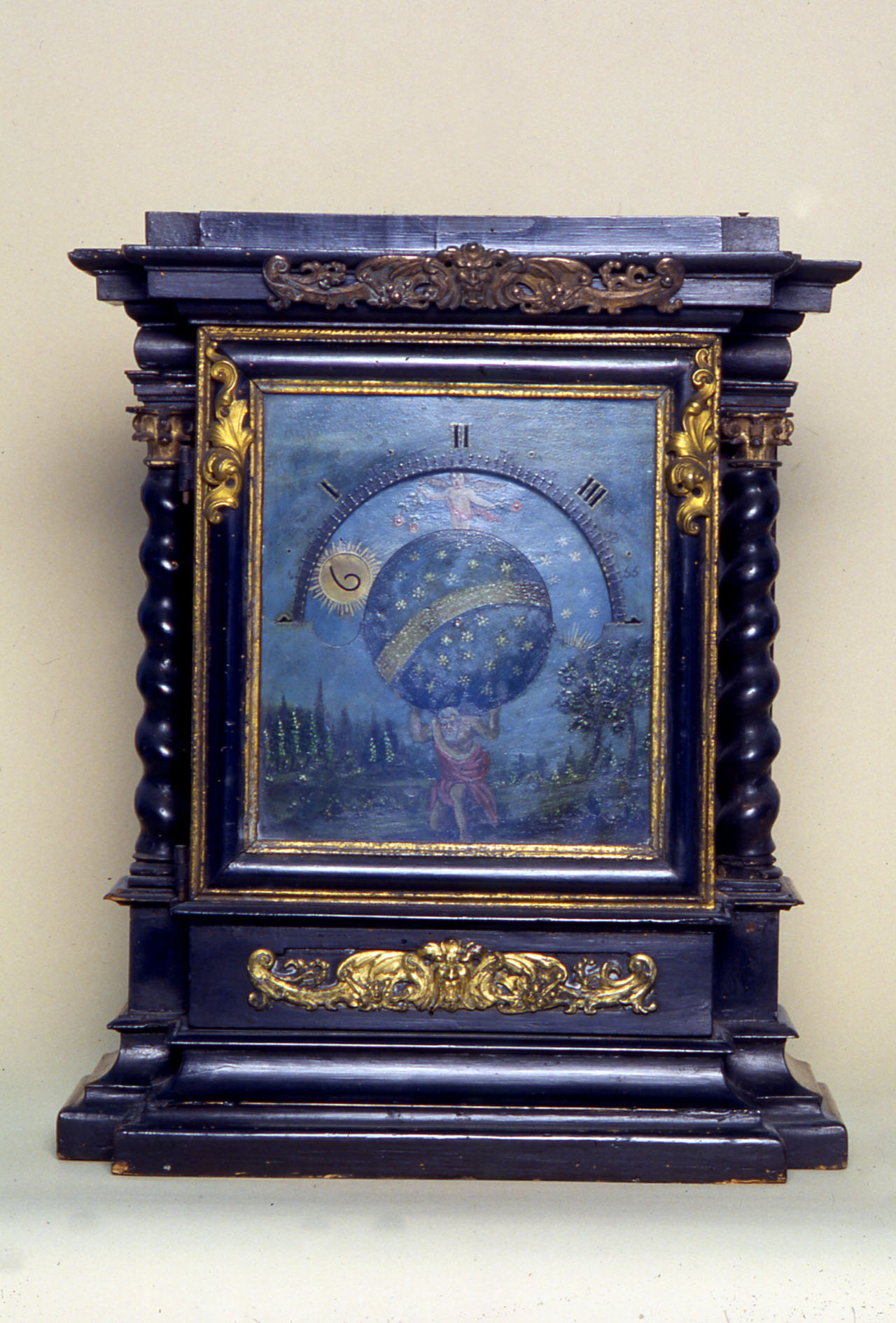
Johann Philipp Treffler: Orologio da appogiio da mensola, bronzo, c. 1665-1670.

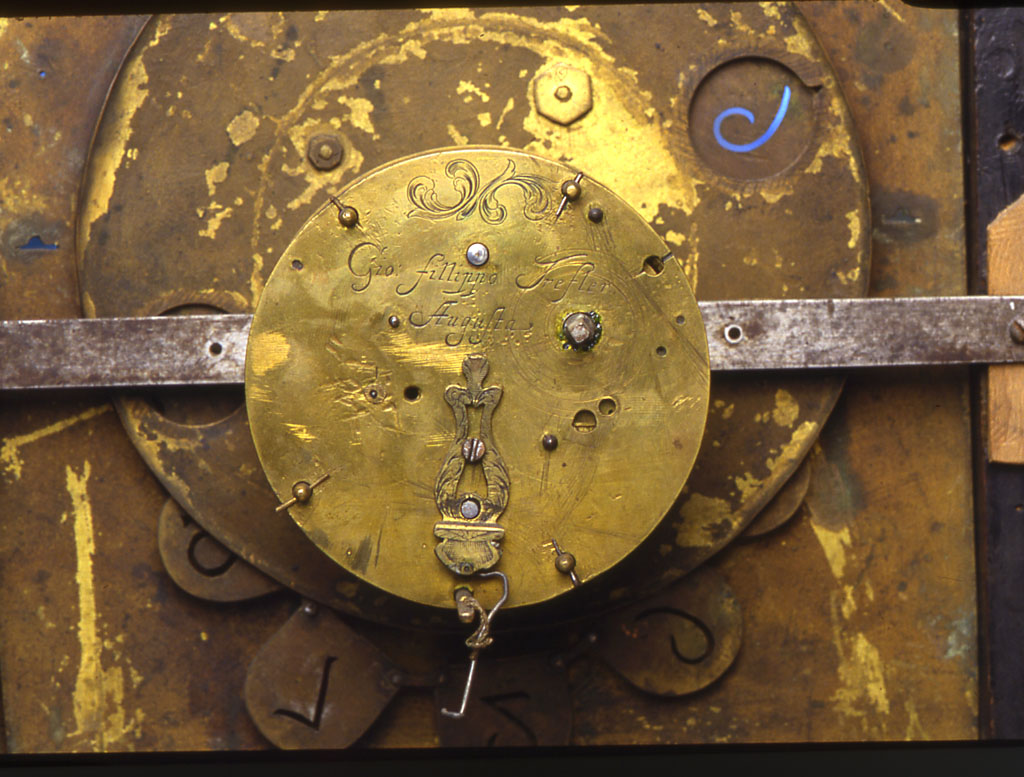
idem.

Originario di Augusta faceva parte di una famiglia di artigiani, il padre era tornitore e ben presto prese i due figli, Johann Christoph e Johann Philipp, come apprendisti.
Al termine della Guerra dei trent'anni ed in seguito alla relativa crisi economica, il padre decise di trasferirsi a Wolfenbüttel, mentre il fratello si trasferì a Lindau, dove si sposò; Johann Philipp non terminò l'apprendistato. Nel 1650 si trasferì a Firenze, dove arrivò ad essere orologiaio di corte dei Medici. Costruì il primo orologio a pendolo secondo il progetto di Galileo Galilei, ancora prima di quello costruito e poi brevettato da Christiaan Huygens. Rimase a Firenze tra il 1650 e il 1654 e fino al 1664.
Lavorò come tornitore d'argento, orologiaio e ottico; una volta tornato ad Augusta fu attivo come agente dei Medici e ebbe il ruolo di intermediario per far affidare l'incarico della costruzione dell'orologio della torre di Palazzo Vecchio al suo concittadino Georg Lederle.